# Rue du Commandant-Jean-Duhail
La rue du Commandant-Jean-Duhail est une voie de communication de Fontenay-sous-Bois. Elle suit le tracé de la route départementale 240.

## Situation et accès
Cette rue commence son trajet côté nord, sur la place des Rosettes, qui se trouve à l'angle de la rue Mauconseil et de la rue Dalayrac.
Au croisement de la rue Borschot, elle bifurque vers la gauche jusqu'au carrefour de la rue Maurice-Couderchet où elle se redresse vers la droite.
Elle se termine à la place Moreau-David, d'où rayonnent l'avenue du Président-Roosevelt, la rue du Clos-d’Orléans et le boulevard de Vincennes.

## Origine du nom

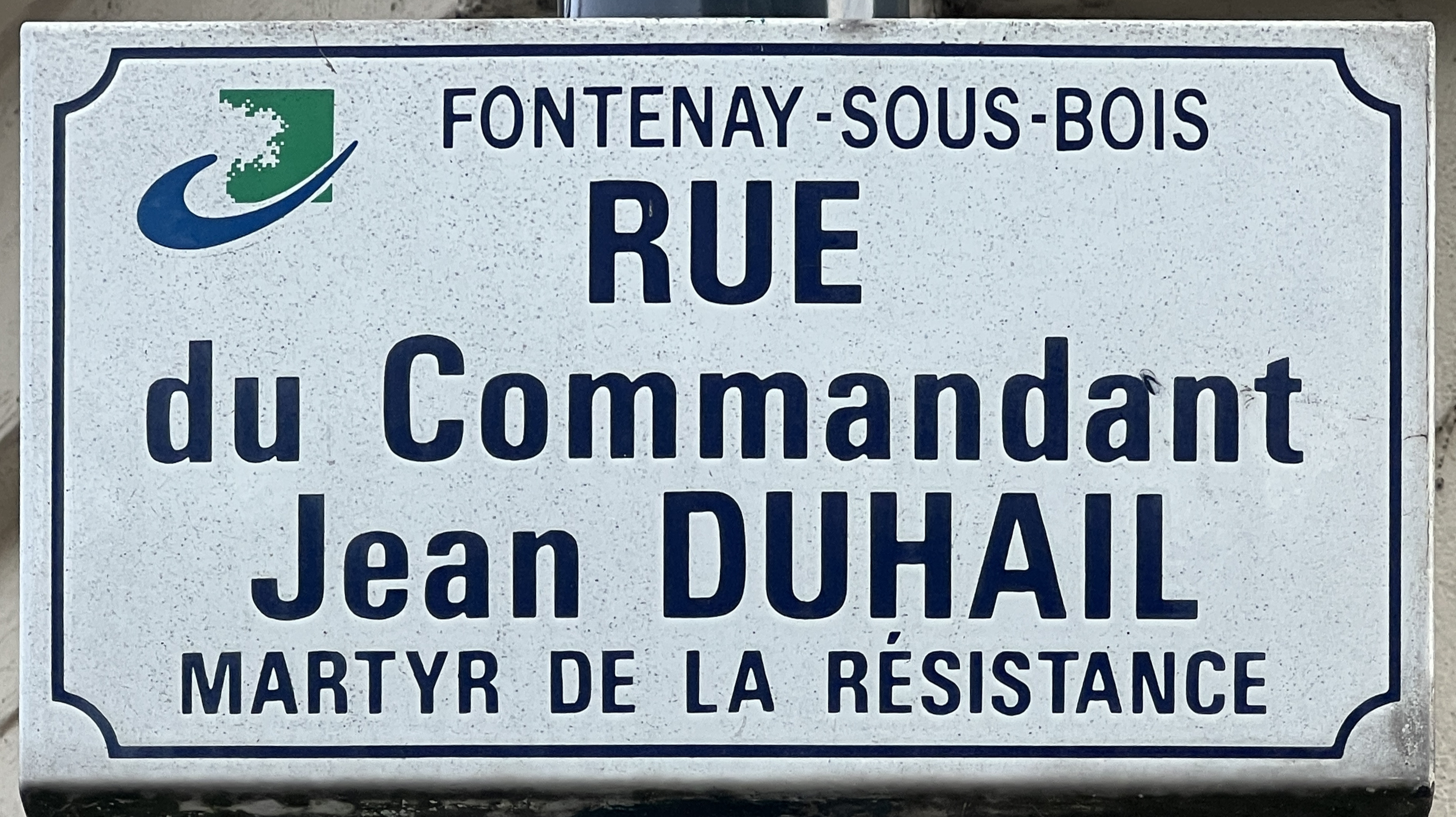
Plaque de la voie.

Elle rend hommage à Jean Duhail (1905-1944) résistant français.

## Historique
Elle porta au XVIIIe siècle le nom de ruelle de la Croix-Boissée et ruelle des Ormes, puis au XIXe siècle la Grande rue du Milieu.
Elle s'appela ensuite rue du Parc,, car elle se dirige vers le parc du bois de Vincennes.
C'est dans cette rue, ancienne entrée du village et rue de Neuilly (anciennement rue du Grand-Bout), que le nom de Fontenay-sous-Bois est inscrit en 1786, pour la première fois.
En 1933, fut percée la rue Maurice-Couderchet jusqu'à la rue Notre-Dame. À cette occasion, on y découvrit un ossuaire qui pourrait provenir d'une ancienne maladredrie.
Elle prend sa dénomination actuelle après-guerre.

## Bâtiments remarquables et lieux de mémoire
- Fontaine des Rosettes, sur la place du même nom[11]. Construite en 1856, elle était destinée à recueillir les eaux de la source des Rosettes.